# Dänische Eishockeynationalmannschaft
Die dänische Eishockeynationalmannschaft wird nach der Weltmeisterschaft 2023 in der IIHF-Weltrangliste auf Platz 11 geführt. Die Mannschaft gehört zur Dänischen Eishockeyunion (Danmarks Ishockey Union). Derzeit sind dort ca. 4.255 Spieler organisiert. Aktueller Trainer ist der Schwede Janne Karlsson.

## Geschichte
Das erste Spiel fand am 12. Februar 1949 in Stockholm gegen die Kanadische Eishockeynationalmannschaft statt. Das Spiel gewannen die Kanadier mit 47:0. Dies war auch gleichzeitig die höchste Niederlage der Dänen. Der bislang höchste Sieg gelang ihnen am 18. März 1977 in Kopenhagen, hier unterlag die Belgische Eishockeynationalmannschaft mit 27:4.

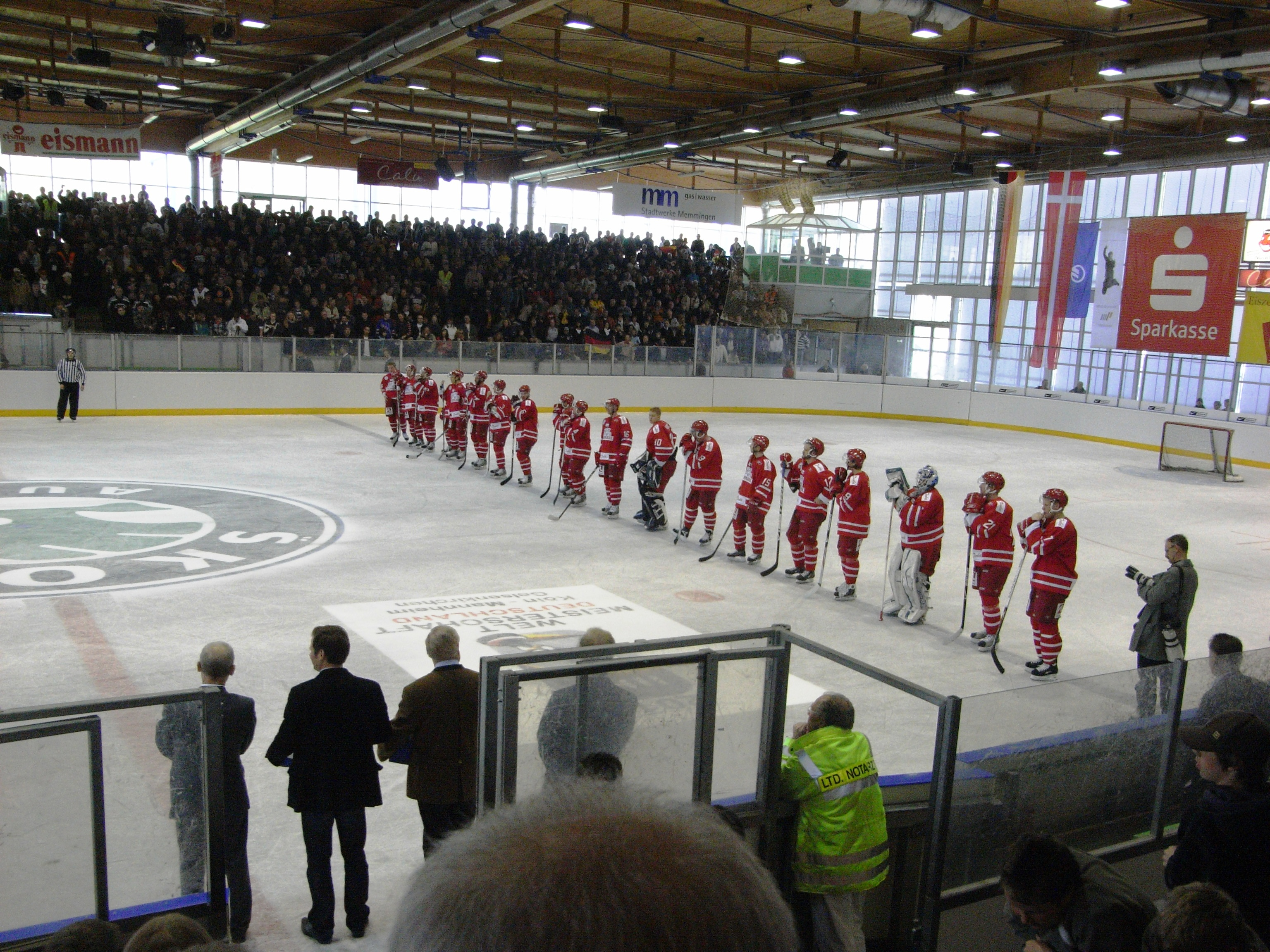
Die Dänische Nationalmannschaft bei einem Freundschaftsspiel gegen Deutschland im April 2009

Das dänische Eishockey spielte international lange Zeit keine besondere Rolle. Als einzige A-WM-Teilnahme stand das Turnier in Schweden zu Buche, von dem die erwähnte 0:47-Schmach herrührte. Erst zur Jahrtausendwende änderte sich dies. Ein umfangreiches Nachwuchsprogramm des dänischen Eishockeyverbandes schien schon 1999 Früchte zu tragen, als man bei der B-WM im eigenen Land (in Odense und Rødovre) Erster wurde; jedoch musste man in der danach (und in jenem Jahr zum letzten Mal) ausgetragenen Relegation den Teams aus Italien, Frankreich und Norwegen den Vortritt lassen und konnte sich so nicht für die kommende A-Weltmeisterschaft in Sankt Petersburg qualifizieren. Zur Vorbereitung auf die jährlichen Weltmeisterschaften nahm die Nationalmannschaft regelmäßig an Turnieren der Euro Ice Hockey Challenge teil.
Erst im Jahr 2002, beim Division-I-Turnier in Ungarn, schafften die Dänen schließlich den direkten Aufstieg und konnten sich seitdem in der A-Gruppe halten. Bereits im ersten Jahr sorgten sie dort für eine handfeste Überraschung, als sie im Auftaktspiel die USA mit 5:2 besiegten und so in die Abstiegsrunde schickten, während man selbst die Zwischenrunde erreichte und mit einem für einen Aufsteiger beachtlichen elften Platz abschloss (u. a. nach einem Unentschieden gegen den späteren Weltmeister Kanada).
Bei der Weltmeisterschaft 2010 qualifizierten sich die Dänen überraschend für das Viertelfinale, in dem sie dem skandinavischen Nachbarn aus Schweden mit 2:4 unterlagen. Der achte Rang bei der WM bedeutete zugleich die beste WM-Platzierung der dänischen Nationalmannschaft überhaupt. 2016 konnte die Mannschaft diesen Erfolg wiederholen. Durch einen Erfolg beim Qualifikationsturnier im August 2021 in Oslo konnten die Dänen sich erstmals für die Olympischen Winterspiele qualifizieren.

## Platzierungen

### Bei Olympischen Spielen
- 1920–2018 – nicht teilgenommen
- 2022 – 7. Platz

### Bei Weltmeisterschaften
- 1930–1948 – nicht teilgenommen
- 1949 – 10. Platz
- 1950–1961 – nicht teilgenommen
- 1962 – 14. Platz (6. B-WM)
- 1963 – 18. Platz (3. C-WM)
- 1965 – nicht teilgenommen
- 1966 – 18. Platz (2. C-WM)
- 1967 – 19. Platz (3. C-WM)
- 1969 – 20. Platz (6. C-WM)
- 1970 – 19. Platz (5. C-WM)
- 1971 – 20. Platz (6. C-WM)
- 1972 – 20. Platz (7. C-WM)
- 1973 – 21. Platz (7. C-WM)
- 1974 – nicht teilgenommen
- 1975 – 20. Platz (6. C-WM)
- 1976 – 20. Platz (4. C-WM)
- 1977 – 19. Platz (2. C-WM)
- 1978 – 19. Platz (3. C-WM)
- 1979 – 16. Platz (8. B-WM)
- 1981 – 20. Platz (4. C-WM)
- 1982 – 19. Platz (3. C-WM)
- 1983 – 20. Platz (4. C-WM)
- 1985 – 21. Platz (5. C-WM)
- 1986 – 21. Platz (5. C-WM)
- 1987 – 18. Platz (2. C-WM)
- 1989 – 16. Platz (8. B-WM)
- 1990 – 18. Platz (2. C-WM)
- 1991 – 17. Platz (1. C-WM)
- 1992 – 16. Platz (4. B-WM)
- 1993 – 16. Platz (4. B-WM)
- 1994 – 17. Platz (5. B-WM)
- 1995 – 17. Platz (5. B-WM)
- 1996 – 18. Platz (6. B-WM)
- 1997 – 20. Platz (8. B-WM)
- 1998 – 20. Platz (4. B-WM)
- 1999 – 17. Platz (1. B-WM)
- 2000 – 21. Platz (5. B-WM)
- 2001 – 22. Platz (3. Division I, Gruppe A)
- 2002 – 18. Platz (1. Division I, Gruppe B)
- 2003 – 11. Platz
- 2004 – 12. Platz
- 2005 – 13. Platz
- 2006 – 13. Platz
- 2007 – 10. Platz
- 2008 – 12. Platz
- 2009 – 13. Platz
- 2010 – 8. Platz
- 2011 – 11. Platz
- 2012 – 13. Platz
- 2013 – 12. Platz
- 2014 – 13. Platz
- 2015 – 14. Platz
- 2016 – 8. Platz
- 2017 – 12. Platz
- 2018 – 10. Platz
- 2019 – 11. Platz
- 2021 – 12. Platz
- 2022 – 9. Platz
- 2023 – 12. Platz
- 2024 – 13. Platz
- 2025 – 4. Platz